# Акинванде, Генри
Генри Акинванде (англ. Henry Akinwande; род. 12 октября 1965, Лондон, Великобритания) — британский боксёр-профессионал нигерийского происхождения, чемпион мира среди профессионалов в тяжёлом весе по версии WBO (1996—1997). Чемпион Европы по версии EBU (1992—1994). Член олимпийской сборной Великобритании 1988 года.

## Любительская карьера
Акинваде родился в Лондоне, и в возрасте 4-ёх лет с семьёй переехал в Лагос (Нигерия). Вернулся в 1986 году, и начал представлять Англию на любительских соревнованиях.
- 1986 год: второе место на чемпионате Англии среди любителей в тяжелом весе.
- 1987 год: второе место на чемпионате Англии среди любителей в тяжелом весе.
- 1988 год: Чемпион Англии среди любителей в тяжелом весе.
- 1988 год: представлял Великобританию на Олимпийских играх в Сеуле, на в первом этапе уступил по очкам голландцу Арнольду Вандерлиде (англ. Arnold Vanderlyde)
- 1989 год: Чемпион Англии среди любителей в тяжелом весе. В финале победил другого нигерийского боксёра, осевшего в Великобритании, Херби Хайда.

## Профессиональная карьера
Дебют на профессиональной арене Генри Акинванде состоялся 4 октября 1989 года в бою против британца Карлтона Хидли, который на тот момент уступил во всех трёх своих поединках. Генри одержал уверенную победу нокаутом в первом раунде.
Следующие 16 боёв остались за Генри, и свой первый титульный бой Акинванде провёл 19 декабря 1992 года против немца Акселя Шульца. В двенадцатираундовом поединке на звание чемпиона Европы среди профессионалов (EBU) в тяжёлом весе победитель не был определён, и титул остался свободным.
Следующий свой бой Генри Акинванде провёл против самоанца Джимми Тандера 18 марта 1993 года за звание чемпиона Великобритании среди профессионалов, в котором одержал победу по очкам единогласным решением судей.
1 мая 1993 года состоялся повторный поединок на звание чемпиона Европы среди профессионалов (ЕБО (EBU)) в тяжёлом весе против Акселя Шульца. И в этом поединке Генри одержал победу по очкам.
Поединок на звание чемпиона мира по версии ВБО (WBO) состоялся 29 июня 1996 года. Оппонентом Генри был Джереми Уильямс, который на тот момент одержал 26 побед в 27 поединках. Тем не менее, Генри одержал уверенную победу нокаутом в третьем раунде. В следующих двух поединках Генри отстоял звание чемпиона мира.
12 июля 1997 года состоялся поединок двух чемпионов мира, но на тот момент титул WBO имел низкий рейтинг, и ради боя за титул чемпиона мира по версии WBC, Акинваде пришлось отказаться от титула WBO. Однако в пятом раунде поединка против чемпиона, Ленокса Льюиса, Генри был дисквалифицирован и потерпел первое поражение в карьере.
После поражения в элиминаторе WBA, Акинваде победил по очкам американца, Орлина Норриса.
В июне 2001 года в первом раунде Акинваде нокаутировал молодого джорнимена, Мориса Харриса.
Сразу после этого поединка, Генри потерпел единственное досрочное поражение в карьере. Его нокаутировал бетоночелюстной американец, бывший чемпион мира, Оливер Маккол.
В 2003 году Акинваде спорно победил немца, Тимо Хоффманна.
В 2006 году спорным решением проиграл украинцу, Олегу Платову (22-1)
В 2008 году провёл свой последний поединок, в котором проиграл в шестираундовом бою молодому чешскому проспекту, Ондрею Пала.

## Результаты боёв
В таблице перечислены результаты всех поединков боксёров.
В каждой строке указан результат поединка. Дополнительно номер поединка обозначен цветом, который обозначает итог поединка. Расшифровка обозначений и цветов представлена в нижеследующей таблице.
| Пример | Расшифровка                     |
| ------ | ------------------------------- |
|        | Победа                          |
|        | Ничья                           |
|        | Поражение                       |
|        | Планируемый поединок            |
|        | Поединок признан несостоявшимся |
| КО     | Нокаут                          |
| ТКО    | Технический нокаут              |
| PTS    | Решение судей (по очкам)        |
| UD     | Единогласное решение судей      |
| MD     | Решение большинства судей       |
| SD     | Раздельное решение судей        |
| RTD    | Отказ от продолжения боя        |
| DQ     | Дисквалификация                 |
| NC     | Поединок признан несостоявшимся |

| Бой | Дата             | Соперник           | Судьи                | Место боя                                                    | Раундов | Результат | Дополнительно                                                                 |
| --- | ---------------- | ------------------ | -------------------- | ------------------------------------------------------------ | ------- | --------- | ----------------------------------------------------------------------------- |
| 55  | 4 июля 2008      | Ондрей Пала        | Робин Долфир         | Bueyuek Anadolu Hotel, Анкара, Турция                        | 6       | Поражение | UD                                                                            |
| 54  | 30 июня 2007     | Андрей Олейник     | Леонид Сорокин       | Олимпийский, Москва, Россия                                  | 10      | Победа    | Евгений Горстков 100-90 Николай Пучков 100-90 Александр Калинкин 100-90       |
| 53  | 4 ноября 2006    | Олег Платов        | Анхело Мусоне        | РВЕ Райн-Рур шпортхалле, Мюльхайм-ан-дер-Рур, Германия       | 12      | Поражение | SD Клаус Гризел: 112—116 Николай Пучков: 111—116 Жан-Пьер Имшут: 116—113      |
| 52  | 4 марта 2006     | Сиссе Салиф        | Фил Эдвардс          | ЕВЕ-Арена, Ольденбург, Германия                              | 12      | Победа    | Харри Дэвис: 119—108 Лука Монтелла: 118—109 Джон Урайт: 116—110               |
| 51  | 10 декабря 2005  | Эд Махоуни         | Ховард-Джон Фостер   | Лейпциг, Лейпциг, Германия                                   | 12      | Победа    | Лука Монтелла: 120—108 Джордж Хилл: 120—108 Уоллфрид Роллерт: 120—108         |
| 50  | 24 сентября 2005 | Типтон Уолкер      | Эрл Браун            | Боардуолк-Холл, Атлантик-Сити, Нью-Джерси, США               | 6       | Победа    | ТКО2                                                                          |
| 49  | 14 мая 2005      | Александр Васильев | Эрнст Зальцгебер     | Оберфранкенхалле, Байройт, Германия                          | 8       | Победа    | UD8                                                                           |
| 48  | 10 апреля 2004   | Антон Нель         |                      | U.J. Esuene Stadium, Калабар, Кросс-Ривер, Нигерия           | 12      | Победа    | ТКО10                                                                         |
| 47  | 31 мая 2003      | Тимо Хоффманн      | Бит Хаусаманн        | Бранденбург-халле, Франкфурт-на-Одере, Германия              | 12      | Победа    | Берит Андреасен: 117—111 Helmut Vasen-Daum: 116—114 Heinrich Mühmert: 114—116 |
| 46  | 10 декабря 2002  | Роман Сухотерин    |                      | Sala Sporturilor, Констанца, Румыния                         | 12      | Победа    | UD12                                                                          |
| 45  | 29 октября 2002  | Сэм Убокане        |                      | Вайнберг-Милитари, Кейптаун, Западная Капская провинция, ЮАР | 10      | Победа    | ТКО7                                                                          |
| 44  | 8 марта 2002     | Курт Пэйдж         | Томми Киммонс        | Цивик-центр, Киссимми, Флорида, США                          | 8       | Победа    | ТКО1                                                                          |
| 43  | 17 ноября 2001   | Оливер Макколл     | Фред Штайнвиндер III | Мандалай Бэй, Лас-Вегас, Невада, США                         | 10      | Поражение | КО10                                                                          |
| 42  | 16 июня 2001     | Морис Харрис       |                      | Цинтас-центр, Цинциннати, Огайо, США                         | 10      | Победа    | КО1                                                                           |
| 41  | 17 марта 2001    | Петер МакНили      | Макс Паркер мл.      | Луна, Таллахасси, Флорида, США                               | 12      | Победа    | КО2                                                                           |
| 40  | 18 декабря 2000  | Кенни Крейвен      | Томми Киммонс        | Луна, Таллахасси, Флорида, США                               | 12      | Победа    | ТКО1                                                                          |
| 39  | 25 мая 2000      | Рассел Частин      |                      | Гранд-казино, Туника, Миссисипи, США                         | 10      | Победа    | ТКО5                                                                          |
| 38  | 22 февраля 2000  | Крис Сиренго       | Мелвин Кросс         | Беллвилль, Кейп-Таун, WC, ЮАР                                | 10      | Победа    | ТКО1                                                                          |
| 37  | 15 мая 1999      | Наджи Шехид        | Фрэнк Санторе Мл.    | Джай-Алай, Майами, Флорида, США                              | 10      | Победа    | ТКО9                                                                          |
| 36  | 6 марта 1999     | Рейнальдо Минус    | Марк Нельсон         | Ю-Эм Спорт-павильон, Миннеаполис, Миннесота, США             | 10      | Победа    | ТКО2                                                                          |
| 35  | 13 декабря 1997  | Орлин Норрис       |                      | Амфитеатр, Помпано-Бич, Флорида, США                         | 12      | Победа    | UD12                                                                          |
| 34  | 12 июля 1997     | Леннокс Льюис      | Миллс Лэйн           | Сизарс-Тахо, Стейтлайн, Невада, США                          | 12      | Поражение | ДСК5                                                                          |
| 33  | 11 января 1997   | Скотт Уэльч        | Уильям Коннорс       | Нэшвилл, Нэшвилл, TN, США                                    | 12      | Победа    | Стюарт Уинстон: 120—108 Джен Уильямс: 120—108 Рафаэль-Лопес Сантос: 119—110   |
| 32  | 9 ноября 1996    | Александр Золкин   | Ричард Стил          | Эм-Джи-Эм-Гранд, Лас-Вегас, Невада, США                      | 12      | Победа    | ТКО10                                                                         |
| 31  | 29 июня 1996     | Джереми Уильямс    | Рауль Кайз           | Весенние фантазии, Индио, Калифорния, США                    | 12      | Победа    | КО3                                                                           |
| 30  | 23 марта 1996    | Джеральд Джонс     | Брайан Гарри         | Майами, Майами, Флорида, США                                 | 10      | Победа    | ДСК7                                                                          |
| 29  | 27 января 1996   | Брайен Саргент     |                      | Колизеум, Финикс, Аризона, США                               | 10      | Победа    | ТКО4                                                                          |
| 28  | 16 декабря 1995  | Тони Такер         |                      | Спектрум, Филадельфия, Пенсильвания, США                     | 10      | Победа    | 98-92 97-93                                                                   |
| 27  | 22 июля 1995     | Стенли Райт        | Дэйв Пэрриш          | Новый Лондон, Millwall, Лондон, Англия                       | 10      | Победа    | ТКО2                                                                          |
| 26  | 8 апреля 1995    | Кельвин Джонс      | Джей Нади (en)       | Сизарс-пэлас, Лас-Вегас, Невада, США                         | 8       | Победа    | КО2                                                                           |
| 25  | 23 июля 1994     | Марио Шессер       |                      | Спортфорум-Хоэншёнхаузен, Берлин, Германия                   | 12      | Победа    | КО7                                                                           |
| 24  | 5 апреля 1994    | Джонни Нельсон     |                      | Йорк-холл, Бетнал-Грин, Лондон, Англия                       | 10      | Победа    | По очкам                                                                      |
| 23  | 1 декабря 1993   | Бьяджо Кьянезе     |                      | Королевский Альберт-холл, Кенсингтон, Лондон, Англия         | 12      | Победа    | ТКО4                                                                          |
| 22  | 6 ноября 1993    | Фрэнки Суинделл    |                      | Супербоул, Сан-Сити, NWP, ЮАР                                | 10      | Победа    | По очкам                                                                      |
| 21  | 1 мая 1993       | Аксель Шульц       |                      | Берлин, Германия                                             | 12      | Победа    | 117—113 116—114 118—113                                                       |
| 20  | 18 марта 1993    | Джимми Тандер      |                      | Левисхэм-Театр, Левисхэм, Лондон, Англия                     | 12      | Победа    | По очкам                                                                      |
| 19  | 19 декабря 1992  | Аксель Шульц       | Дэниел ван де Виль   | Берлин, Германия                                             | 12      | Ничья     |                                                                               |
| 18  | 18 июля 1992     | Стив Гарбер        | Рон Хаскетт          | Зал свободной торговли, Манчестер, Англия                    | 8       | Победа    | ТКО2                                                                          |
| 17  | 5 июня 1992      | Киммуэль Одум      |                      | Дворец спорта, Марсель, Франция                              | 8       | Победа    | ДСК6                                                                          |
| 16  | 10 апреля 1992   | Лумбала Тшибамба   |                      | Каркефу, Франция                                             | 8       | Победа    | По очкам                                                                      |
| 15  | 26 марта 1992    | Такер Ричардс      | Терри О’Коннор       | Каток, Телфорд, Шропшир, Англия                              | 8       | Победа    | ТКО2                                                                          |
| 14  | 28 февраля 1992  | Юнг Джо Луис       |                      | Исси-ле-Мулино, Франция                                      | 8       | Победа    | ТКО3                                                                          |
| 13  | 6 декабря 1991   | Тим Баллок         |                      | Дюссельдорф, Германия                                        | 8       | Победа    | ТКО3                                                                          |
| 12  | 9 октября 1991   | Джон Фари          |                      | Манчестер, Англия                                            | 8       | Победа    | КО3                                                                           |
| 11  | 28 июня 1991     | Маршалл Тиллман    |                      | Салль-Лейри, Ницца, Франция                                  | 8       | Победа    | По очкам                                                                      |
| 10  | 6 июня 1991      | Рамон Воорн        |                      | Бродвей-театр, Баркинг, Лондон, Англия                       | 8       | Победа    | По очкам                                                                      |
| 9   | 6 марта 1991     | Джей-Би Уильямсон  | Дэйв Пэрриш          | Арена, Уэмбли, Лондон, Англия                                | 8       | Победа    | ТКО2                                                                          |
| 8   | 12 декабря 1990  | Франциск Юриус     |                      | Королевский Альберт-холл, Кенсингтон, Лондон, Англия         | 6       | Победа    | ТКО1                                                                          |
| 7   | 10 октября 1990  | Трэйси Томас       |                      | Королевский Альберт-холл, Кенсингтон, Лондон, Англия         | 6       | Победа    | По очкам                                                                      |
| 6   | 9 мая 1990       | Майк Робинсон      |                      | Конференс-центр, Уэмбли, Лондон, Англия                      | 6       | Победа    | КО1                                                                           |
| 5   | 14 марта 1990    | Уоррен Томпсон     |                      | Королевский Альберт-холл, Кенсингтон, Лондон, Англия         | 6       | Победа    | По очкам                                                                      |
| 4   | 10 января 1990   | Джон Файрбайрн     |                      | Королевский Альберт-холл, Кенсингтон, Лондон, Англия         | 6       | Победа    | ТКО1                                                                          |
| 3   | 6 декабря 1989   | Пол Найлсон        |                      | Арена, Уэмбли, Лондон, Англия                                | 6       | Победа    | ТКО1                                                                          |
| 2   | 8 ноября 1989    | Денис Бэйли        |                      | Гранд-холл, Уэмбли, Лондон, Англия                           | 4       | Победа    | ТКО2                                                                          |
| 1   | 4 октября 1989   | Карлтон Хидли      |                      | Королевский Альберт-холл, Кенсингтон, Лондон, Англия         | 6       | Победа    | КО1                                                                           |
| Бой | Дата             | Соперник           | Судьи                | Место боя                                                    | Раундов | Результат | Дополнительно                                                                 |